# Trappstegsform
Trappstegsform är inom linjär algebra en matrisform som går att uppnå genom elementära radoperationer. Matrisen måste uppfylla två villkor för att vara i trappstegsform.
1. Alla rader bestående av endast nollor (s.k. nollrader) är under alla rader som inte består av endast nollor
2. Det yttersta elementet på varje rad (det nollskilda element som ligger längst till vänster), även kallat pivå, är strikt till vänster om pivån på raden nedanför.
Vissa lägger även till att samtliga pivåer skall vara {\textstyle 1}. För att åstadkomma trappstegsform används Gausseliminering.

## Exempel
Dessa matriser är i trappstegsform (utan det tredje villkoret):
{\displaystyle {\begin{pmatrix}1&2&3\\0&3&1\\0&0&2\end{pmatrix}},\quad {\begin{pmatrix}1&2&3&4\\0&0&1&6\\0&0&0&1\end{pmatrix}}}
Denna matris är inte på trappstegsform, eftersom pivån i tredje raden inte är strikt till höger om pivån i andra raden:
{\displaystyle {\begin{pmatrix}1&2&3\\0&3&1\\0&1&2\end{pmatrix}}}